# Termostabilitet
Termostabilitet er et stofs evne til at modstå irreversible forandringer i dets kemiske eller fysiske struktur, ofte ved at modstå nedbrydning eller polymerisering, ved høje relative temperaturer. Termostabile materialer kan anvendes industrielt som brandhæmmere. 
Begrebet termostabilitet anvendes også ofte om et protein, der er modstandsdygtigt overfor forandringer i sin proteinstruktur ved anvendt varme.
| Biokemi | Spire Denne biokemiartikel er en spire som bør udbygges. Du er velkommen til at hjælpe Wikipedia ved at udvide den. |